# Lumban Siagian Julu
Lumban Siagian Julu is een bestuurslaag in het regentschap Tapanuli Utara van de provincie Noord-Sumatra, Indonesië. Lumban Siagian Julu telt 698 inwoners (volkstelling 2010).